# Hamza Ben Driss Ottmani
Hamza Ben Driss Ottmani (Essaouira, 10 tháng 5 năm 1940 - Rabat, 30 tháng 5 năm 2012) là một nhà kinh tế và nhà văn người Maroc.

## Tiểu sử
Hamza học ngành kỹ thuật hàng không vũ trụ tại Trường hàng không dân dụng quốc gia Pháp và là nhà kinh tế có bằng của Trường thống kê và quản lý kinh tế quốc gia Paris.
Ông được biết đến như một nhà văn. Tác phẩm của anh tập trung vào quê hương của anh, Essaouira. Cuốn sách đầu tiên của ông, "Une cité sous les alizés" ("một thành phố dưới làn gió mậu dịch"), là một nghiên cứu lịch sử về Mogador-Essaouira từ thời tiền sử đến Thế chiến thứ hai. Sau đó ông chuyển sang viết tiểu thuyết nhưng vẫn giữ được nền tảng lịch sử vững chắc.
Trong "Si Mogador m'était contée" ("Nếu Mogador có thể nói"), người kể chuyện cũ, Lalla Aïcha, hồi tưởng lại hai mươi câu chuyện về quá khứ bị bỏ qua của thành phố. "Le Soldat qui venait de Mogador" ("Người lính đến từ Mogador") kể câu chuyện về chuyến hành trình của Si Taieb El Ech Chiadmi Maskali đến Mecca năm 1912.
"Le Fils du Soleil" ("Con trai của mặt trời") là một cuốn tiểu thuyết lịch sử kể về câu chuyện đáng kinh ngạc của Mustapha Zemmouri, được biết đến nhiều hơn với cái tên Estevanico, một người Maroc đến từ vùng Azemmour, người bị một người đàn ông Tây Ban Nha bắt cóc vì tội giết người. một nô lệ và được đưa đến Mỹ, nơi anh trở thành một trong những người đầu tiên khám phá ra Arizona và New Mexico.